# 교황 디오니시오
교황 디오니시오(라틴어: Dionysius, 이탈리아어: Dionisio)는 제25대 교황(재위: 259년 7월 22일 - 268년 12월 26일)이다. 사후 시성되었으며, 축일은 12월 26일이다.
디오니시오는 마그나그라이키아 태생이라고 알려져 있지만, 확실하지는 않다. 로마 교회 사제단의 일원으로서 258년 교황 식스토 2세가 순교한 후 1년이 지난 259년에 새 교황으로 디오니시오가 선출되었다. 이 시기에는 기독교인들이 혹독한 박해를 겪는 시대라서 새 교황을 선출하는 데 어려움이 있었기 때문에 성좌가 거의 1년 동안 공석 상태에 놓여 있었다. 기독교에 대한 박해가 잠잠해지기 시작하자 디오니시오가 새 교황의 자리에 올랐다. 그리고 기독교에 대한 박해를 지시하였던 발레리아누스 황제는 260년 에데사 부근의 전투에서 사산조 페르시아 제국의 샤푸르 1세에게 패한 후 포로로 사로잡혀 살해당하게 된다. 새 황제 갈리에누스는 261년 기독교인들에게 신앙의 자유를 주고 몰수했던 성당 및 기타 교회 재산들을 돌려주어 기독교는 약 40년 동안 짧은 평화를 누릴 수가 있었다. 새 교황은 극심한 혼돈 상태에 빠진 로마 교회를 다시 바로 세울 과업을 안게 되었다. 알렉산드리아의 일부 신자들로부터 탄원서를 받은 교황 디오니시오는 동명이인인 알렉산드리아의 주교 디오니시오에게 문제제기가 되었던 주장에 대해 해명할 것을 요구하였다. 그 주장은 하느님과 로고스 사이의 관계에 대한 것이었는데, 삼신론(三神論) 주장을 했다는 고발이 있었던 것이다. 알렉산드리아의 디오니시오 주교로부터 해명을 들은 교황 디오니시오는 그의 주장에 납득하였다.
교황 디오니시오는 고트족의 약탈로 파괴된 카파도키아 지역 교회들을 위해 성당 재건 및 포로로 끌려간 기독교 신자들의 몸값으로 많은 금액의 지원금을 보내주었다. 그는 교회 제도를 재정비하고 묘지를 여러 성당에 나누어 관리하게 하며 새로운 교구 행정 구역을 설치하는 등 각종 정책으로 교회의 질서를 가져왔으며, 갈리에누스 황제가 신앙의 자유를 허락하는 칙령을 내리면서 303년까지 기독교에 평화로운 시기가 지속되었다. 디오니시오는 268년 12월 26일에 선종하였다.
미술계에서 디오니시오 교황은 흔히 교황용 제의를 입고 책을 손에 든 모습으로 묘사된다.

## 같이 보기
- 교황 목록